# Strigea falconis
Espèce
Strigea falconis est une espèce de trématodes de la famille des Strigeidae.

## Hôtes
Strigea falconis parasite divers escargots d'eau et utilise pour hôtes définitifs de nombreuses espèces d'oiseaux, mammifères et reptiles.

## Taxinomie
L'espèce est décrite en 1928 par le parasitologue prussien exilé en Argentine Lothar Szidat.